# Кржнарик, Роман
Роман Кржнарик — публичный философ австралийского происхождения. Исследует способность идей изменять общество. Книги Кржнарика опубликованы более чем на 20 языках. Был назван The Observer одним из ведущих популярных философов Великобритании. Является основателем первого в мире Музея эмпатии, научным сотрудником фонда Long Now и членом Римского клуба .

## Биография
Родился в Сиднее, Австралия. Учился в средней школе в Гонконге. Изучал философию, политику и экономику в Пембрук-колледже Оксфордского университета. Получил степень магистра латиноамериканской политики в Институте латиноамериканских исследований Лондонского университета, а затем докторскую степень на факультете государственного управления Эссексского университета. Его докторская диссертация посвящена политической, социальной и экономической мысли олигархов Гватемалы.
Работал в области прав человека с беженцами из числа коренных народов в Гватемале, затем преподавал политику и социологию в Эссексском университете, Кембриджском университете и Городском университете Лондона. Был директором проекта в Oxford Muse — культурной организации, созданной историком Теодором Зельдиным для исследования социальных различий.
В 2008 году он был одним из основателей Школы жизни в Лондоне, где преподавал до 2012 года. После 2012 года занимается исключительно написанием книг.

## Книги
The Good Ancestor (2020)
Книга «The Good Ancestor: How to Think Long Term in a Short-Term World» рассматривает концепцию долгосрочного мышления: раскрывает ее интеллектуальную историю, концептуальные основы и практические приложения. Кржнарич утверждает, что человечество, особенно в богатых странах, «колонизировало будущее», рассматривая его как место, куда мы сбрасываем экологическую деградацию и технологические риски. Книга раскрывает шесть способов, с помощью которых можно начать лучше мыслить в долгосрочной перспективе, чтобы помочь решать проблемы, начиная от климатического кризиса и рисков искусственного интеллекта и заканчивая планированием следующей пандемии и противостоянием расовой несправедливости, которая передается из поколения в поколение. Книга имела широкий общественный резонанс, в том числе стала основой для судебных решений о правах представителей разных поколений и климатической справедливости . Основные идеи книги были рассмотрены в TED-лекции Кржнарика и в документальном фильме «Повстанцы времени», снятом для общественного телевидения Нидерландов.
Carpe Diem Regained (2017)
В книге «Carpe Diem Regained: The Vanishing Art of Fishing the Day» Кржнарик рассказывает, как древний принцип carpe diem, первоначально популяризированный римским поэтом Горацием, сегодня был захвачен такими силами, как культура потребления, социальные сети и индустрия осознанности. Кржнарик назвал книгу попыткой переписать экзистенциализм для двадцать первого века. Кржнарик подчеркивает, что очевидно индивидуалистический идеал, такой как Carpe diem, имеет также общественный потенциал, чтобы стать силой социально-политических преобразований.
Empathy (2014)
Книга "Empathy: Why It Matters and How to Get It (originally titled Empathy: A Handbook for Revolution) " (первоначально называвшаяся « Empathy: A Handbook for Revolution») использует давно устоявшуюся психологическую концепцию эмпатии и показывает, как она может быть движущей силой социальных и политических преобразований, опираясь на различные примеры: от движения против рабства и работорговли в Великобритании в конце XVIII века до современных миротворческих проектов на Ближнем Востоке.
В книге проводится различие между аффективной эмпатией (эмпатией как общей эмоциональной реакцией) и когнитивной эмпатией (эмпатией как способностью встать на место других и понять их мировоззрение), утверждая, что последняя играет особенно важную роль в социальных изменениях. Эта тема была исследована в его видео RSA Animate, The Power of Outrospection.
Книга вдохновила Кржнарика на создание Музея Сочувствия, международной художественной организации и цифровой библиотеки сочувствия. Кржнарик широко известен как один из ведущих мировых мыслителей в области эмпатии.
The Wonderbox (2011)
Книга «The Wonderbox: Curious Stories of How to Live» (опубликованная в США как How Should We Live?) исследует, чему история может научить нас в решении проблем личной жизни: что мы можем узнать о любви от древних греков? Чему может научить нас Ренессанс в противостоянии смерти? Как изменился наш подход к работе, времени и потреблению после промышленной революции?
How Change Happens (2007)
Помимо академических статей о демократическом управлении и латиноамериканской политике, является автором отчета Oxfam «Как происходят изменения: междисциплинарные перспективы человеческого развития» (2007 г.), а также отчетов о проблемах эмпатии и развития для организации Друзья Земли и Программы развития ООН

## Личная жизнь
Кржнарич женат на британском экономисте Кейт Раворт, авторе книги «Экономика пончиков: семь способов думать как экономист 21-го века». У них есть близнецы мальчик и девочка; семья живет в Великобритании. Кржнарич является лучшим игроком-любителем в реал-теннис.